# Авіалінії Харкова
«Авіалінії Харкова» (англ. Kharkiv Airlines) — приватна українська авіакомпанія зі штаб-квартирою в Харкові, що спеціалізувалася на здійсненні чартерних рейсів з Харкова, Києва та Одеси до курортів Туреччини і Єгипту. Входила до структури холдингу «DCH».

## Історія
Авіакомпанія заснована у 1992 році як українська дочірня компанія «Аерофлоту» під назвою «Харківське авіапідприємство «Авіаліній України». Протягом 1998—1999 років працювала під назвою полетіла під назвою «Air Kharkiv». У період з 1992 по 1999 рік авіакомпанія оперувала 17 літаками з флоту «Аерофлоту» часів СРСР (АН-24, АН-26 і Ту-134). На рубежі століть компанія перейменована на «Авіалінії Харкова». У 2001 році припинила польоти. 
У 2012 році авіакомпанію придбала група «DCH», після чого до її флоту введено три літаки — два «Boeing 737» та один «Boeing 767». У червні 2013 року компанія отримала сертифікат авіапідприємства. Перший рейс авіакомпанії здійснений 6 червня 2013 року з міжнародного аеропорту «Харків» до міжнародного аеропорту «Анталія».
У березні 2015 року діяльність авіакомпанії «Авіалінії Харкова» було припинено.

## Діяльність
Авіакомпанія здійснювала чартерні рейси з аеропортів Києва, Харкова та Одеси до аеропортів Анталії (Туреччина), Шарм-еш-Шейха та Хургади (Єгипет). Рейси виконувалися у співпраці з українським туроператором Pegas Touristik. Базовий аеропорт — «Харків».
У 2018 році АК має намір відновити перевезення у зв'язку зі зростанням попиту на перевезення.

## Флот
У 2018 році авіакомпанія планує відновити перевезення на двох літаках Airbus A321.